# CNET Download
CNET Download (ранее — Download.com) — интернет-каталог программного обеспечения, запущенный в 1996 году как часть медиахолдинга CNET. Изначально сайт располагался на домене download.com, затем некоторое время использовался адрес download.com.com, в настоящее время сервис доступен по адресу download.cnet.com. По данным исследования Compete.com, к 2008 году сайт download.com ежегодно посещали не менее 113 миллионов пользователей.
В 2011 году Download.com изменил свою бизнес-модель и начал встраивать сторонние установщики различных рекламных программ (adware) в скачиваемые файлы.